# Carolina Magalhães
Carolina Pimentel Maron de Magalhães (Salvador, 7 de fevereiro de 1979) é uma atriz, apresentadora e modelo brasileira. É filha do ex-deputado Luís Eduardo Magalhães com a apresentadora Michelle Marie, neta do ex-senador baiano Antônio Carlos Magalhães, sobrinha do também ex-senador baiano Antônio Carlos Magalhães Júnior e prima do ex-prefeito de Salvador, Antônio Carlos Magalhães Neto.
Paralelamente à carreira de modelo, tenta a de atriz, tendo atuado em 2006 na telenovela Cobras & Lagartos, no papel de Diana. Em 2007 atuou na peça de teatro Sarjeta. Durante um curto período apresentou o programa Jovens Tardes, da Rede Globo.
Em 2010, se torna repórter do reality show A Fazenda, entrevistando pessoas nas ruas e analisando a repercussão do programa perante o público.

## Carreira televisiva
- 2012 - Amazônia, O Reality Show.... Participante
- 2011 - A Fazenda 4.... Repórter
- 2010 - A Fazenda 3.... Repórter
- 2009 - Hoje em Dia.... Apresentadora Eventual
- 2008 - Os Mutantes - Caminhos do Coração.... Carol Verdi
- 2007 - Dance Dance Dance.... Talita
- 2006 - Cobras & Lagartos.... Diana
- 2004 - Jovens Tardes.... Apresentadora